# 테리 폴로
테리 폴로(Teri Polo, 1969년 6월 1일 ~ )는 미국의 배우이다.

## 출연 작품
- 미트 페어런츠2
- 디스터번스